# Karl Doflein
Karl Wilhelm Theodor Doflein, häufig Carl Doflein, (* 26. April 1852 in Wörrstadt; † 21. April 1944 in Bad Blankenburg) war ein deutscher Architekt des Historismus. Er trat besonders auf dem Gebiet des evangelischen Kirchenbaus hervor.

## Leben

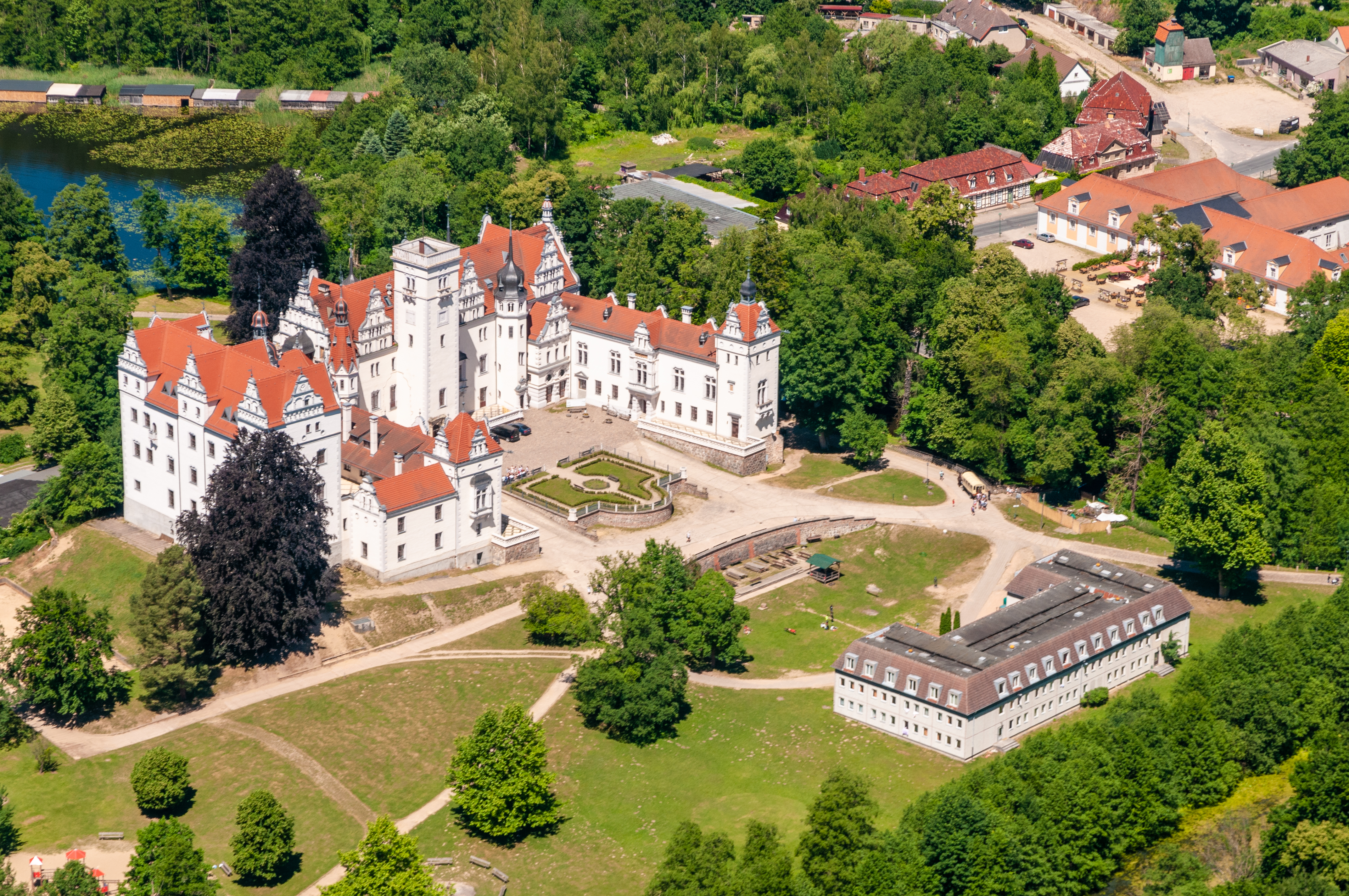
Schloss Boitzenburg

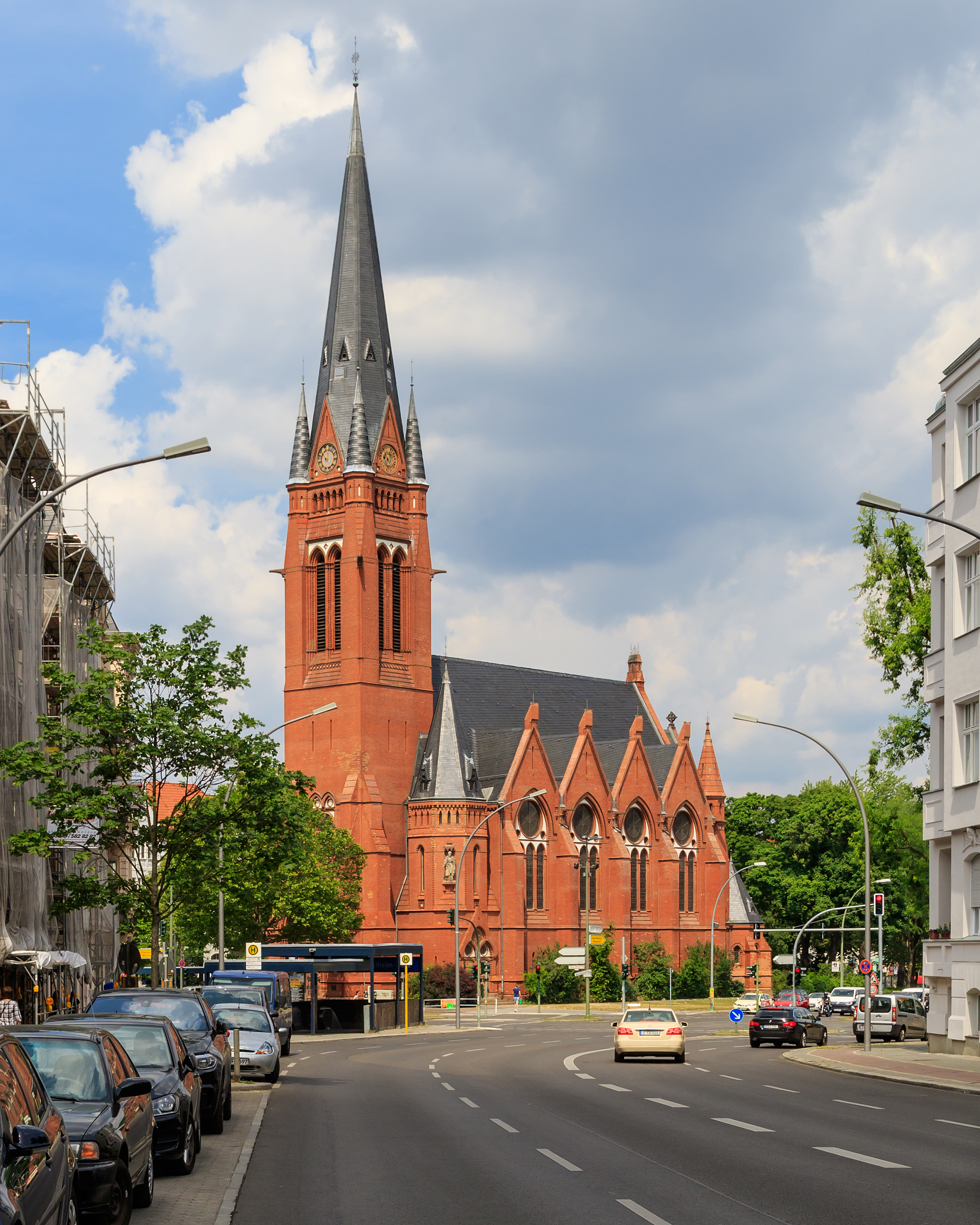
Kirche Zum Guten Hirten in Berlin-Friedenau

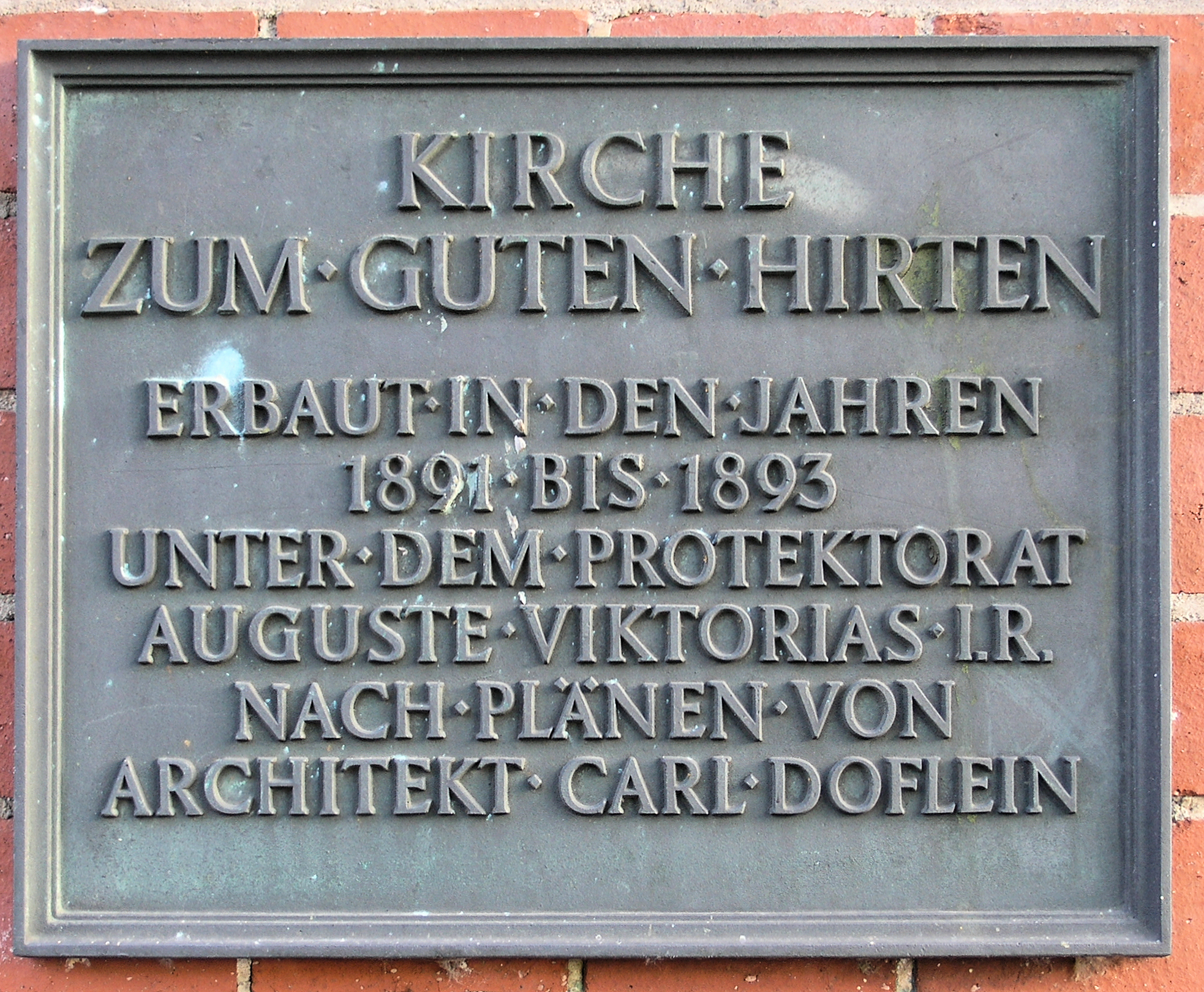
Gedenktafel an der Kirche Zum Guten Hirten in Berlin-Friedenau

Dofleins Eltern waren Karl Doflein (* ca. 1825), Ergänzungsrichter am Großherzoglich Hessischen Friedensgericht Wörrstadt, und seiner Ehefrau Wilhelmine, geb. Jungk (* ca. 1827). Der katholische Doflein heiratete am 7. Juli 1880 in Kassel die evangelische (Emma) Amanda (Franziska), geb. Schmitt (* 12. Oktober 1855 in Frankfurt am Main; † 10. Oktober 1946 in Bad Blankenburg).  Am 31. Oktober 1881 wurde in Berlin der Sohn Max Joseph Doflein geboren. Am 6. August 1883 bekamen sie in Berlin den Sohn Paul Clemens Doflein. Dieser war Kunstschüler in Saaleck, als er mit 20 Jahren am 18. April 1904 in Charlottenburg, Nußbaumallee 38 starb. Am 22. Januar 1887 bekamen sie in Berlin die Tochter Elisabeth Amanda Doflein. Das Paar lebte bei Dofleins Tod im Alter von fast 92 Jahren im Lebensabendheim Silentarium in Bad Blankenburg.
Über Dofleins Jugend und seine Schulbildung sind keine Einzelheiten überliefert. In Bezug auf seine berufliche Ausbildung wird er als Schüler von Carl Schäfer in Kassel und von Franz Schmitz in Köln bezeichnet, bei beiden dürfte er erste Erfahrungen im Kirchenbau gesammelt haben. Von 1878 bis 1888 arbeitete er in Berlin in der Bauverwaltung der Reichspost unter August Kind und war dabei am Bau von Postämtern unter anderem in Köln, Aachen, Dortmund und Halle (Saale) beteiligt. Später arbeitete er als selbstständiger Architekt in Berlin. Doflein machte Entwürfe, baute und sanierte vor allem Kirchen und Villen, aber auch Grabstätten und Badeanstalten.

## Werk (Auszug)
- 1881–1884: Umbau des Schlosses Boitzenburg (Neorenaissancestil)
- 1882: Entwurf für die Pfarrkirche St. Sturmius in Rinteln (Entwurf ohne Bauabsicht für die Monatskonkurrenz des Architektenvereins zu Berlin; neugotisch)[10]
- 1883/1884: Friedhofskapelle für den Neuen Friedhof in Greifswald (abgebrochen, Sandsteinplastik und Fenster in die Dorfkirche Löcknitz eingefügt)
- 1887–1889: Erbbegräbnisstätte derer von Arnim im Schlosspark von Boitzenburg
- 1888: Kreisständehaus in Prenzlau (Wettbewerbsentwurf 1883)[11][12]
- 1889–1893: Mitarbeit bei der Planung des Neubaukomplexes für die Oberpostdirektion Aachen
- ca. 1890: Erbbegräbnis der Familie Arnim-Boitzenburg in Boitzenburg
- 1891–1893: Kirche Zum Guten Hirten in Berlin-Friedenau (neugotisch)
- 1892–1898: Matthäuskirche in Burbach (nach Einsturz wegen mangelhafter Fundamentierung in einer frühen Bauphase abgetragen und nach Plänen von Eduard Philipp Arnold ab 1895 neu errichtet)
- 1892–1894: Pauluskirche in Dortmund (neugotisch)
- 1895: Wettbewerbsentwurf für das Völkerschlachtdenkmal in Leipzig (prämiert; nicht ausgeführt)
- 1897: Friedenskirche in Hamborn (neuromanisch)
- 1904–1911: Sanierung und Restaurierung der Alexanderskirche in Zweibrücken[13]
- 1906–1908: Protestantische Kirche Nünschweiler (neuromanisch)[13][14]
- vor 1909: Landhaus für Louis Merck (genannt: „Haus Darsberg“) in Seeheim (Bergstraße)[15]
- sowie prämierte Wettbewerbsentwürfe für Kirchen in Basel, Krefeld und Zweibrücken

## Ehrungen
An der Kirche Zum Guten Hirten auf dem Friedrich-Wilhelm-Platz in Berlin-Friedenau befindet sich eine Gedenktafel mit dem Inschrift „Kirche Zum Guten Hirten. Erbaut in den Jahren 1891 bis 1893 unter dem Protektorat Auguste Viktorias I.R. nach Plänen von Architekt Carl Doflein“.